# Ecosia
Ecosia est un métamoteur de recherche allemand créé le 7 décembre 2009 qui reverse 80 %  des bénéfices pour financer des actions climatiques, dont la majorité prend la forme de projets de plantation d'arbres dans le monde entier. 

## Fonctionnement
Ecosia est une entreprise à but non lucratif.
Les résultats affichés par le moteur de recherche sont générés par Bing et Google, modifiés par l'algorithme d'Ecosia et via des encarts publicitaires par Yahoo!, il affiche des liens publicitaires qui génèrent des revenus à chaque clic,. Il est possible de ne pas afficher de liens publicitaires, alors le financement par les recherches est moins important. Une partie de ces bénéfices sont reversés à des associations à but non lucratif qui œuvrent aux programmes de reforestation présents essentiellement dans les  pays du Sud[source insuffisante],[source insuffisante], mais aussi en France comme sur le chantier de l’A 69.
Depuis septembre 2023, Ecosia a intégré des résultats fournis par Google aux recherches au Canada, au Mexique, en Nouvelle-Zélande et aux Philippines.
Ecosia plante des arbres dans des pays pauvres, arides et déforestés (en Afrique, en Amérique du Sud et en Asie)[source insuffisante]. Le siège social est situé à Berlin, en Allemagne, où travaille une équipe de 7 à 13 personnes.

## Histoire

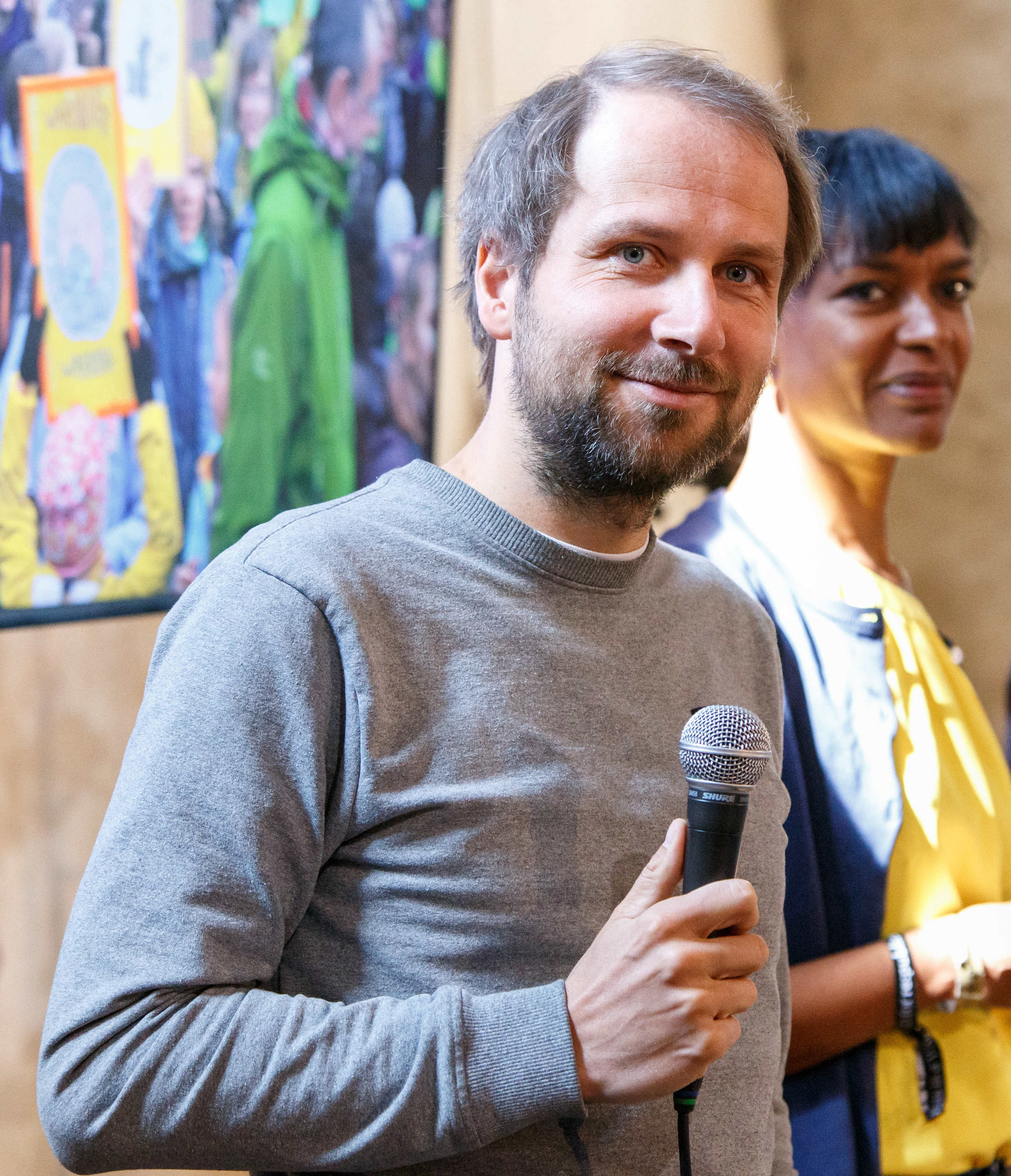
Christian Kroll, le fondateur d'Ecosia, en 2019.

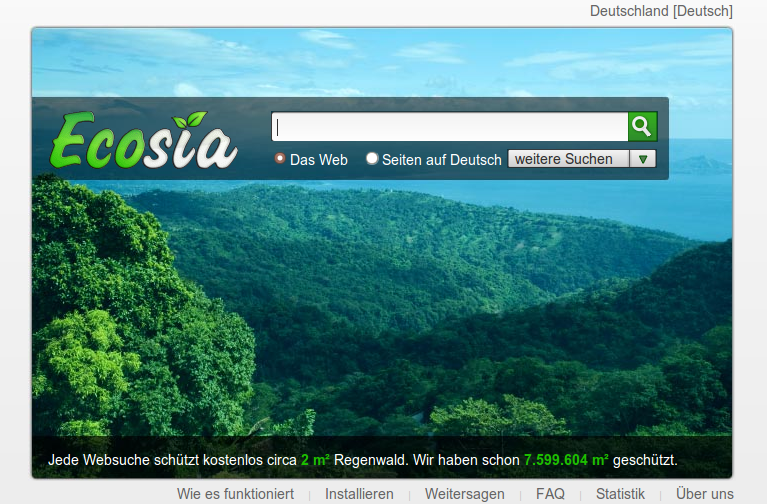
Page d'accueil d'Ecosia en 2010.

L'entreprise Ecosia GmbH a été créée en 2009 par Christian Kroll à la suite d'un voyage au Brésil où il a constaté les ravages causés par la déforestation. Il lance ainsi le moteur de recherche Ecosia le 7 décembre 2009 à Berlin,. Ce lancement a eu lieu pendant que se tenait la Conférence des Nations unies sur les changements climatiques à Copenhague, au Danemark. Ce moteur de recherche succède aux projets de recherche caritative Xabbel, Forestle et Znout lancés auparavant par Christian Kroll. Forestle et Znout ont été interrompus en août 2013 et leur URL redirigée vers Ecosia[source insuffisante].
De 2009 à juillet 2013, Ecosia s'est associé au Fonds mondial pour la nature (WWF) pour protéger les parcs nationaux de Juruena et de Tumucumaque[source secondaire souhaitée] (tous deux situés dans la forêt tropicale du nord du Brésil), ce qui a permis de récolter 1 266 295 €.

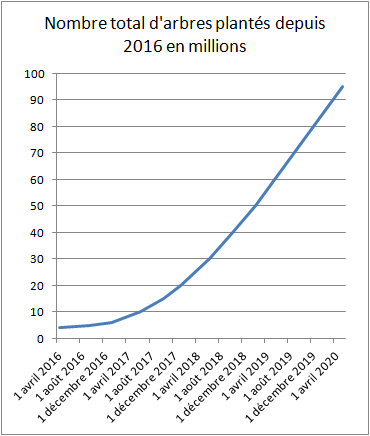
Évolution du nombre total d'arbres plantés par Ecosia depuis 2016 d'après le compteur de la page d'accueil et les données de la chaîne YouTube.

En septembre 2013, Ecosia compte cinq employés permanents et dix bénévoles. Le moteur de recherche a alors attiré 200 000 utilisateurs actifs et généré 20 millions de recherches mensuelles, soit 1,286 millions d'euros de revenus qui sont alors redistribués à WWF, alors partenaire de l'entreprise. Le même mois, Christian Kroll annonce que les revenus mensuels d'Ecosia ont dépassé les 60 000 euros. Ecosia annonce un nouveau partenariat avec The Nature Conservancy. Ecosia est certifiée B corporation depuis avril 2014.
En juin 2017, Ecosia a dépassé les 10 millions d'arbres plantés. En janvier 2018, le nombre d'arbres plantés dépasse les 20 millions[source insuffisante], jusqu'à atteindre 50 millions un an plus tard.
En date de mars 2018, plus de 6,6 millions d'euros[source insuffisante] ont été collectés depuis la mise en ligne du site, le 7 décembre 2009. Deux mois plus tard, Ecosia comptait plus de 30 salariés et indépendants. En août 2020, le nombre d'employés s'élève à 70.
En 2019, son chiffre d'affaires est de 20 millions d'euros, et de 20 millions d'euros fin mai 2020.
Le 9 juillet 2020, Ecosia passe la barre des 100 millions d'arbres plantés à travers le monde, avec 25  bénéficiaires, parmi lesquels Madagascar, le Sénégal, le Pérou, et l'Espagne. Cette compagnie s'était fixé comme premier objectif d'atteindre le milliard d'arbres plantés d'ici 2020, ce qui constituerait 0,033 % de la population arboricole actuelle. L'objectif n'a pas été atteint, car l'entreprise avait planté à cette date moins de 100 millions d'arbres.
Le 9 juin 2022, à l'occasion du cent cinquante millionnième arbre, Ecosia publie un nouveau manifeste et se dote d'une nouvelle identité visuelle avec une refonte graphique de son site ainsi qu'un nouveau logo[source insuffisante].

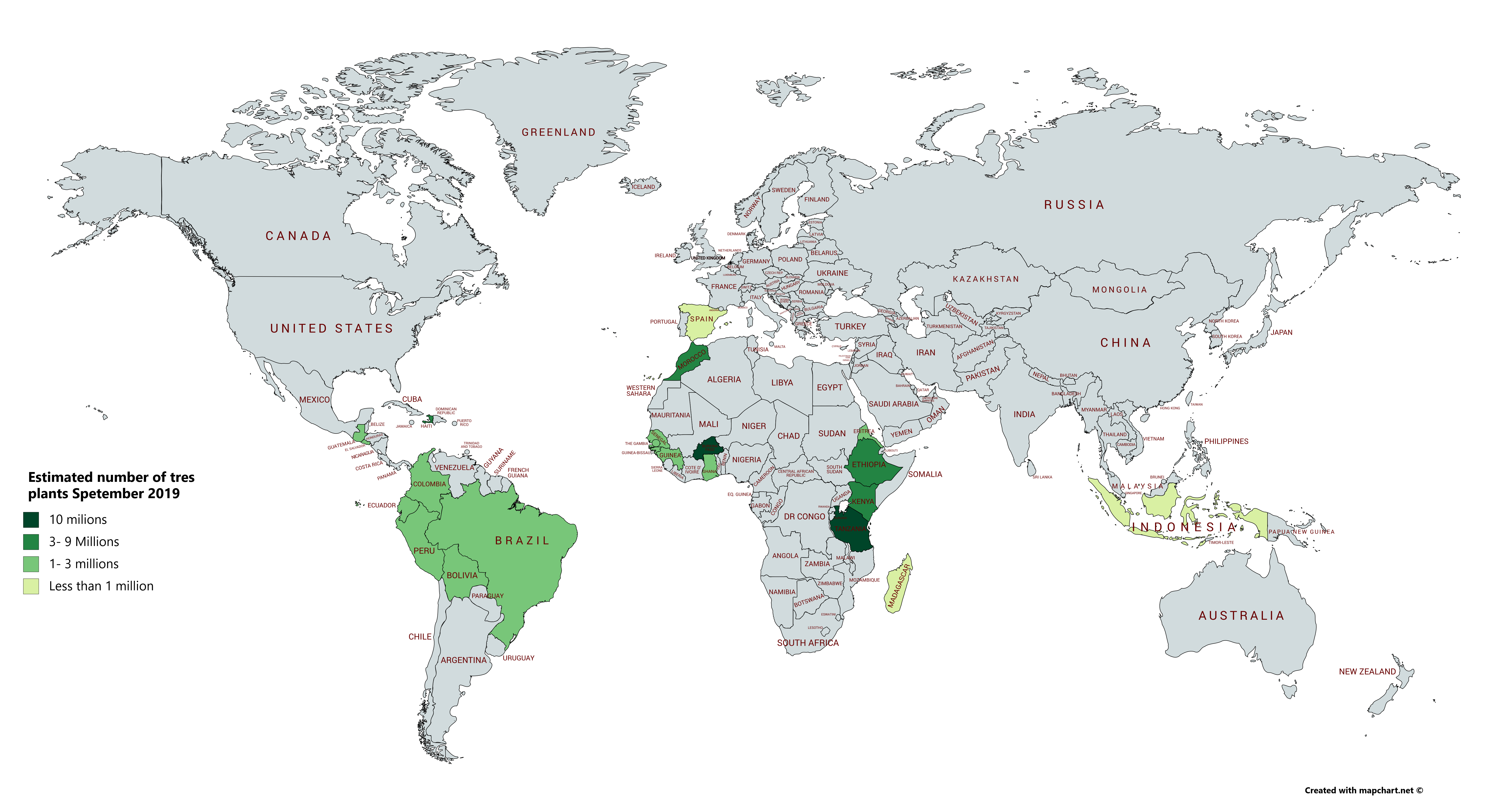
Estimation du nombre d'arbres plantés dans le monde financés par Ecosia, en septembre 2019.

Le 1er février 2024 à 12h01 Ecosia franchit la barre des 200 millions d'arbres plantés.

Évolution des financements d'Ecosia pour les plantations d'arbres,,,,.

En novembre 2024, Ecosia s'associe au moteur de recherche français Qwant au sein d'une coentreprise, nommée European Search Perspective (EUSP). Chaque entité détient 50 % du capital. Leur but en faisant cela est de développer un index de recherche européen, accompagné par des outils d'intelligence artificielle générative. Cela inclura notamment une intégration de grands modèles de langage (LLM) sur le marché. Cet index permettrait à Ecosia et à Qwant de réduire leur dépendance aux API de recherche de plus en plus coûteux de Microsoft (Bing) et Google. Les  recherches seraient aussi "axées sur la vie privée", selon le PDG de Qwant Olivier Abecassis, puisque les résultats ne seraient pas personnalisés et donc les données des utilisateurs non-collectées. Christian Kroll, le PDG d'Ecosia, souligne également le désir européen de favoriser l'innovation technologique locale afin de renforcer la souveraineté et l'autonomie stratégique du continent. Cette collaboration Qwant-Ecosia permettrait un développement plus rapide de l'index et l'appui sur une base de données plus large, forte des 20 millions d'utilisateurs mensuels d'Ecosia et des 6 millions de Qwant. Selon des propos rapportés par TechCrunch, la coentreprise est ouverte si d'autres acteurs européens veulent la rejoindre et concèderait l'accès sous licence à l'index de recherche via une API. L'index devrait faire son apparition en France dès début 2025, puis devrait être étendu vers l'Allemagne à la fin de l'année,,,.

## Partenaire
Ecosia travaille avec WeForest et OZG au Burkina Faso, PUR Projet au Pérou et Eden Project à Madagascar[source insuffisante].

## Popularité
En mai 2019, les utilisateurs d'Ecosia étaient principalement des Français (23 % du trafic), suivi des Allemands (17 %) et des Américains (15 %). Ses principaux concurrents étaient Qwant et DuckDuckGo, des moteurs de recherche spécialisés, quant à eux, dans la protection des données[réf. nécessaire].
Ecosia bénéficie de la promotion de plusieurs vidéastes francophones : Doc Seven[source insuffisante], Max Bird, Anonimal[source insuffisante], ou encore Le Grand JD[source insuffisante].
Des entreprises, universités ou collectivités font le choix de son utilisation en tant que moteur de recherche par défaut. Parmi ces organisations se trouvent l'Université du Sussex[source insuffisante], et l'Université de Glasgow au Royaume-Uni, ainsi que la KU Leuven et les villes de Tournai et Saint-Ghislain en Belgique.

## Navigateur
Un navigateur web basé sur Chromium a également été développé. Il est disponible sur smartphones iOS, et Android.
Le navigateur ecosia est doté d'un bloqueur de publicité qui bloque les publicités de Google[source secondaire souhaitée].

## Accueil
En mai 2018, dans un article paru sur le site Clubic, Johan Gautreau apprécie l'engagement écologique et l'éco-responsabilité d'Ecosia, ainsi que sa politique de confidentialité claire et sa transparence au sujet de ses résultats financiers. Il indique qu'en matière de confidentialité, Ecosia n'est pas et ne prétend pas être aussi exigeante que des concurrents plus axés sur la protection des données personnelles, puisque son fonctionnement implique de générer des revenus publicitaires pour financer ses projets de reboisement ; il estime cependant qu'en la matière Ecosia « fait mieux que ce que propose Google ». En matière de performances de recherche, Gautreau estime qu'Ecosia « ne donne pas de résultats aussi précis et complets que Google », lequel « reste souvent invaincu dans ce domaine, ceci aux prix de nos données les plus privées ».
Dans un comparatif de moteurs de recherche paru sur le même site en juin 2018, Matthieu Gagnot apprécie l'engagement écologique d'Ecosia ainsi que ses « pages de résultats performantes » grâce à l'intermédiaire de Bing. Il lui reproche en revanche l'abondance des publicités : « Pour la bonne cause, Ecosia affiche donc de la pub, beaucoup de pubs. ».

## Logotypes

Logo jusqu'au 8 juin 2022
Logo actuel depuis le 9 juin 2022